# Галиполис Фери (Западна Вирџинија)
Галиполис Фери (енгл. Gallipolis Ferry) насељено је место без административног статуса у америчкој савезној држави Западна Вирџинија.

## Демографија
По попису из 2010. године број становника је 817.
|                   | 2010.        | 2000.      |
| Укупно            | 817 (100,0%) | 0 (0,000%) |
| Белци             | 800 (97,92%) | 0 (0,000%) |
| Остали            | 9 (1,102%)   | –          |
| Хиспаноамериканци | 8 (0,979%)   | 0 (0,000%) |
| Афроамериканци    | 0 (0,000%)   | 0 (0,000%) |
| Азијати           | 0 (0,000%)   | 0 (0,000%) |